# Sd.Kfz. 234
Az Sd.Kfz. 234 Schwere Panzerspähwagen egy német gyártmányú páncélgépkocsi volt a második világháború alatt. Különböző változataiból összesen mintegy 478 példány épült 1943 és 1945 között. Kialakítása és technikai megoldásai számos modern kerekes harcjárművön visszaköszönnek.

## Fejlesztéstörténete
A német páncélos hadviselés sikerének egyik alapvető feltétele a megfelelő taktikai felderítés volt. Ebben a Luftwaffe repülőgépei mellett fontos szerepet játszottak a páncélos hadosztályok felderítő osztályainak (Aufklärungs-Abteilung) kötelékébe tartozó páncélgépkocsik. Az első, nagyobb példányszámban rendszeresített „nehéz” páncélgépkocsi típusok az Sd.Kfz. 231, Sd.Kfz. 232, valamint az Sd.Kfz. 233 jelzésű 8×8-as meghajtású járművek voltak. A Szovjetunió elleni támadás után ezek a járművek egyre kevésbé feleltek meg a követelményeknek: páncélzatuk és fegyverzetük elégtelen volt, a mozgékonyságuk sem felelt meg az úttalan orosz sztyeppék viszonyainak.
Szükségessé vált egy nehezebb, második generációs páncélgépkocsi-típuscsalád kifejlesztése. A fejlesztéshez 1942-ben kezdtek hozzá. Az új 8×8-as jármű kifejlesztésére a berlini székhelyű Büssing-NAG vállalat kapott megbízást. A páncélgépkocsi erőforrásának szánt 12 hengeres léghűtéses dízelmotor fejlesztésével a Tatra céget bízták meg. Az első próbákra 1942 júniusában került sor. A jármű alapvetően jól vizsgázott, csupán a 220 lóerős Tatra dízelmotorral akadtak problémák: működés közben rendkívül zajos volt, továbbá át kellett alakítani, hogy trópusi körülményeknek is megfeleljen, mivel az első járműveket Észak-Afrikában kívánták bevetni. Ez utóbbi a fejlesztés lassúsága és a háborús helyzet változása (1943. május 13-án az Afrikakorps kapitulált – a németek elvesztették Észak-Afrikát) következtében feleslegessé vált. 
1943 nyarára az új nehéz páncélgépkocsi megérett a sorozatgyártásra. A Büssing-NAG vállalat több mint 500 járműre kapott megrendelést. A sorozatgyártás beindítását 1943 júliusára tervezték, ez azonban különböző technikai okokból késedelmet szenvedett, és az első Sd.Kfz. 234-esek csak az év decemberében hagyták el a Büssing-NAG szerelősorait.
Az új járművet a jó terepjáró képesség elérése érdekében négytengelyesre tervezték, így jól boldogult a keleti front nehézkes terepviszonyai között is. Mind a 8 kerék rendelkezett meghajtással (8×8). Az Sd.Kfz. 234-es a Tatra 103 jelzésű léghűtésű dízelmotorja által maximálisan 85 km/h sebességet érhetett el (aszfaltúton), valamint hátramenetben is képes volt ezt a sebességet elérni. A dízelmotor előnye a nagyobb hatékonyság mellett a jóval alacsonyabb fogyasztás: az Sd.Kfz. 234-es egy tanknyi dízelolajjal (405 liter) akár 1000 kilométert is megtehetett. A többi német páncélgépkocsihoz hasonlóan a jármű mindkét végén kiképeztek egy-egy vezetőállást. A tengelyek páronként kormányozhatóak voltak, tehát vagy az első vagy hátsó négy kereket „térítették ki” forduláshoz – annak megfelelően, hogy a vezető az első vagy a hátsó volánnál ült.
A jármű páncélvédettsége is kiemelkedő volt kategóriáján belül, aminek következtében tömege elérte a 11,7 tonnát, ami meghaladta minden addigi német páncélgépkocsi súlyát. A páncélzatot a jármű elején 30 mm-es, 35 fokban döntött hengerelt páncéllemezekből alakították ki, ami megfelelő védelmet biztosított a hasonló kategóriájú felderítő járművek (pl: M8 Greyhound, M20) fegyvereivel szemben. Az Sd.Kfz. 234-est három változatban kívánták gyártani. A különféle változatok gyakorlatilag csak fegyverzetükben különböznek egymástól.

## Típusváltozatok

### Sd.Kfz. 234/1
Az első változat az Sd.Kfz. 234/1-es jelölést és a Schwere Panzerspähwagen (2 cm) hivatalos elnevezést kapta. Ezt a változatot arra szánták, hogy a páncélos hadosztályok felderítő alakulatainak gerincét adják. Az Sd.Kfz. 234/1-est egy 2 cm-es KwK 38 gépágyúval és egy, a főfegyverzettől balra elhelyezett, párhuzamosított 7,92 mm-es MG 42 géppuskával fegyverezték fel, amelyeket egy 360 fokban körbeforgatható hatszögletű lövegtoronyban helyeztek el. A lövegtorony felülről nyitott volt, csupán egy drótháló védte a személyzetet a repeszektől és attól, hogy az ellenség esetleg kézigránátot dobhasson a jármű belsejébe. A löveget 70 fokos állásig lehetett felemelni, így szükség esetén az ellenséges légi célok leküzdésére is alkalmas volt. A páncélgépkocsi a 20 milliméteres löveghez rendszerint 480 darab lőszert szállított tíz-lőszeres tárakba töltve. A lőszereket a lövegtorony hátsó részére rögzített két tároló-rekeszben tartották.
Az Sd.Kfz. 234/1-eshez kifejlesztett 2 cm-es KwK 38 típusú gépágyúval felszerelt lövegtornyot később más felderítőjárművekhez, így az Sd.Kfz. 250/9-eshez, illetve az Aufklärungspanzer 38(t)-hez is felhasználták. A háború végéig összesen mintegy 200 Sd.Kfz. 234/1-es páncélgépkocsi épült.

### Sd.Kfz. 234/2 „Puma”
Az Sd.Kfz. 234/1-es 20 mm-es gépágyúja igazság szerint már 1942-ben sem biztosított kellő tűzerőt páncélozott célok leküzdéséhez, és ezzel a Heereswaffenamt szakértői is tisztában voltak. Ezért megrendelték a Sd.Kfz. 234 erősebben felfegyverzett változatát, amely hatékonyan felvehette a harcot a nálánál sokkal nehezebb harckocsikkal is. Így született meg a második világháború legismertebb és leghatékonyabb német páncélgépkocsija, amely az Sd.Kfz. 234/2-es jelölést és a Schwere Panzerspähwagen (5 cm) KwK 39/1 hivatalos elnevezést kapta. A katonák körében a „Puma” elnevezés terjedt el, és habár számos szakirodalom is ezen a néven említi, a „Puma” név soha nem szerepelt egyetlen korabeli hivatalos német okmányban sem. Az Sd.Kfz. 234/2-es teljesen zárt lövegtornyát, amelyben egy 50 mm-es KwK 39/1 típusú L/60-as löveget helyeztek el, még a Krupp cég fejlesztette ki a Panzerkampfwagen II-es harckocsin alapuló „Leopard” felderítő-páncélos számára 1942-ben. A „Leopard”-programot végül törölték, így a számára kifejlesztett lövegtornyot a „Pumák” kapták. A tornyot felszerelték oldalanként 3-3 ködgránátvetővel, valamint egy, a főfegyverzettel párhuzamosított géppuskával. 
Kétségkívül az Sd.Kfz. 234/2-es volt a második világháború legjobb páncélgépkocsija. Mind mozgékonyságban, mind fegyverzetben, mind pedig páncélvédettségben felülmúlta kortársait. 50 mm-es lövegével a szövetségesek legfőbb felderítő páncélgépkocsijának, az M8 Greyhoundnak a páncélzatát 1500-2000 méterről képes volt áttörni. Bizonyos esetekben (leshelyről, 100 méternél kisebb lőtávolságból) akár a nálánál jóval nehezebb T–34-est is képes volt megsemmisíteni. A „Puma” kifejlesztésének és gyártásának igazából sosem az volt a célja, hogy leváltsák a 20 milliméteres löveggel felfegyverzett Sd.Kfz. 234/1-est, sokkal inkább az, hogy kiegészítsék annak képességeit. A „Pumából” összesen 101 példány készült a Büssing-NAG üzemeiben.

### Sd.Kfz. 234/3 „Stummel”
A korábbi 8×8-as páncélgépkocsikhoz hasonlóan az Sd.Kfz. 234-esnek is kifejlesztették a harmadik, tűztámogató feladatú változatát. Ez a jármű Sd.Kfz. 234/3-as jelölést és a Schwere Panzerspähwagen (7,5 cm) KwK 51 hivatalos elnevezést kapta. Az Sd.Kfz. 234/3-at egy rövid csövű 7,5 cm-es KwK 51 típusú (L/24) löveggel fegyverezték fel, fő feladata pedig a páncélos hadosztályok felderítő osztályainak (Aufklärungs-Abteilung) kötelékében harcoló páncélgránátosok tűztámogatása volt. Mivel a löveget a felülről nyitott küzdőtér elejébe és nem körbe forgatható toronyba építették, csak minimális oldalirányzási szöggel rendelkezett. A löveg lőszer-javadalmazása járművenként 50 darab 75 mm-es gránát volt. A KwK 51-es löveg mellett rendelkezett egy mozgatható állványra erősített géppuskával is. Az Sd.Kfz. 234/3-ast a katonák előszeretettel nevezték „Stummel”-nek, amely általánosan elterjedt név volt a különféle rövid csövű (L/24) 7,5 cm-es löveggel felszerelt tűztámogató harcjárművekre (például: Sd.Kfz. 251/9, Sd.Kfz. 250/8). Az Sd.Kfz. 234/3-asból összesen 88 példány készült 1944 folyamán.

### Sd.Kfz. 234/4
Az Sd.Kfz. 234-esnek létezett egy negyedik változata, amelynek kifejlesztése eredetileg nem szerepelt a tervek között. Megszületését a kényszernek, pontosabban a szovjetek és a nyugati szövetségesek páncélos fölényének köszönhette. 1944 nyarán Adolf Hitler birodalmi kancellár és Führer elrendelte, hogy a 7,5 cm-es PaK 40-es páncéltörőlöveget építsék be az új 8×8-as nehéz páncélgépkocsiba. Így született meg az Sd.Kfz. 234/4 jelzésű és Schwere Panzerspähwagen (7,5 cm) PaK 40 hivatalos elnevezésű változat. A páncéltörőlöveget az Sd.Kfz. 234/3-ashoz hasonlóan a felülről nyitott küzdőtér elejében helyezték el. Habár a PaK 40-es lövegpajzsát jelentősen átalakították, méretét csökkentették, a löveggel így is csupán alig pár fokos szögtartományban lehetett irányozni. Az Sd.Kfz. 234/4-es tűzereje és mozgékonysága révén kiváló fegyvernek bizonyult. Az első páncélelhárító Sd.Kfz. 234-esek 1944 decemberére készültek el és a háború végéig összesen 89 példány épült.

### A légvédelmi változat
1944 folyamán tervezték egy légvédelmi változat kifejlesztését is, a jármű létjogosultságát a nyomasztóan nagy szövetséges légifölény adta. Mivel a Luftwaffe a repülőgépeit sorra kezdte átfegyverezni a hatékonyabb 3 cm-es MK 103 és MK 108 gépágyúkra, ezért nagyszámú (többnyire használt) 15 mm-es géppuska és 2 cm-es gépágyú szabadult fel. A tervek szerint az Sd.Kfz. 234-es légvédelmi változatát (az Sd.Kfz. 251/21-eshez hasonlóan) 3 darab 20 mm-es MG 151/20-as gépágyúval  fegyverezték volna fel, ún. drilling konstrukcióban. A tervekből végül semmi nem valósult meg – a háború véget ért.

## Az Sd.Kfz. 234 harctéri alkalmazása
Az Sd.Kfz. 234 páncélgépkocsikat elsősorban a páncéloshadosztályok felderítő osztályaihoz (Panzeraufklärungs-Abteilung) osztották be. Egy Panzeraufklärungs-Abteilung rendszerint 4 (kivételes esetben 5) századból állt, amelyekből csupán egy (kivételes esetben kettő) rendelkezett nehéz páncélgépkocsikkal. A páncélgépkocsizó század mellett minden felderítő osztály két Sd.Kfz. 251 és Sd.Kfz. 250 típusú lövészpáncélosokkal felszerelt gránátos századból illetve egy nehéz fegyverzetű századból (páncéltörő lövegek, könnyű tarackok, stb.) álltak. 1944-ben kétféle hadrend volt érvényben a nehéz páncélgépkocsival felszerelt felderítő századok számára:
Panzerspäh-Kompanie Typ A
Törzs:
1 x Sd.Kfz. 234/2
2 x Kübelwagen
4 x (2x2) kleines Kettenkrad (Sd.Kfz. 2)
1.-4. Szakasz (Zug)
Szakaszonként 6 x Sd.Kfz. 234/2
Összesen:
25 x Sd.Kfz. 234/2
Panzerspäh-Kompanie Typ B
Törzs:
1 x Sd.Kfz. 234/1
1 x Kübelwagen
3 x kleines Kettenkrad (Sd.Kfz. 2)
2 x BMW/Zündapp motorkerékpár
1.-3. Szakasz (Zug)
Szakaszonként 6 x Sd.Kfz. 234/1
4. (nehéz) Szakasz (schwere Zug)
6 x Sd.Kfz. 234/3
Összesen:
19 x Sd.Kfz. 234/1
6 x Sd.Kfz. 234/3
A hadrend 1945-ben ismét megváltozott: az Aufklärungs-Abteilungok egy 16 nehéz páncélgépkocsival felszerelt vegyes századot kaptak. Ebben a században, amely a "gemischtes Panzerspäh-Kompanie Typ F" elnevezést kapta 16, különféle típusú páncélgépkocsi szolgált. Ezt az átszervezést részben a gyártás is ellátási nehézségek indokolták: már nem tudták a korábbi hadrend járműigényeit kielégíteni.
A páncélgépkocsik feladatát és bevetési irányelveit Heinz Guderian tábornok hadinaplójában találjuk a legjobban összefoglalva. A német páncélos fegyvernem atyja ez írta 1944. október 1-jén:
- "A páncélgépkocsi egy gyors, mozgékony, könnyűpáncélzatú, nagy hatótávolságú rádióval és nagy tűzerővel, de gyenge páncélelhárító-képességgel rendelkező harcjármű-típus. Kerekes jármű lévén csak könnyebb terepviszonyok esetén bevethető. Ők az osztály (Aufklärungs-Abteilung) szemei és csak akkor bocsátkoznak harcba, ha az önmagukat kell megvédeni, vagy ha az a felderítő-küldetés végrehajtásához feltétlen szükséges. Rohamlövegként vagy harckocsiként alkalmazni őket szigorúan tilos. Egy felderítő-csoport nem állhat háromnál több járműből."
- "...Sokat láss, de téged ne lássanak!"
- "A Panzerspäh-Kompanie feladata a taktikai felderítés. Az egész századot csak akkor szabad egyszerre bevetni, ha a visszavonuló felderítő-csoportot követik, vagy ha az egész század visszavonulását kell fedezni."
- "Panzeraufklärungs-Abteilung a felderítő tevékenysége által szerez harctéri információt az egész hadosztály számára, ugyanakkor a hadosztály legmozgékonyabb eleme is egyben... Hogy teljesíthesse különleges küldetését, mindig az elsők között kell feltölteni, megerősíteni."

Az Sd.Kfz. 234-esek átlagos bevetése a következő képen zajlott: a páncélgépkocsik 10–15 km mélységben benyomultak az ellenséges vonalak mögé és ott jól álcázott pozícióból "figyeltek-füleltek". Miután rádión lejelentették a térségben észlelhető csapatmozgásokat (például 20 páncélos 2 századnyi gyalogsággal támogatva északnyugatnak tart), általában visszavonultak vagy továbbmentek a front egy másik szakaszát is kikémlelni. A páncélgépkocsik személyzete – az előírásokat figyelembe véve – többnyire igyekezett elkerülni a konfrontálódást az ellenséggel. A páncélgépkocsik fegyverzete csupán önvédelemre szolgált, így a személyzet inkább a gyors menekülésben, mintsem egy sikeres tűzharc megvívásában bízhatott.
1943 és 1945 között 478 darab Sd.Kfz. 234 típusú harcjármű készült. Ezzel a mennyiséggel optimális esetben is csak 20 páncélgépkocsikkal ellátott felderítő századot lehetett volna felszerelni, holott egyedül a Heer és a Luftwaffe szárazföldi alakulatainak állományába mintegy 50 Panzeraufklärungs-Abteilung tartozott. Ezek alapján megállapíthatjuk, hogy a német felderítő alakulatok jelentős része soha nem alkalmazta ezt a korszerű felderítő páncélost – számos alakulatnál a régebbi típusok (Sd.Kfz. 221, 222, 223, illetve Sd.Kfz. 231, 232, 233) a háború végéig rendszerben maradtak.
Hogy pontosan mely alakulatok kaptak az Sd.Kfz. 234-esekből, azt elég nehéz megállapítani, mivel a ránk maradt német állománytáblák csak űrméret szerint különböztetik meg a különféle nehéz páncélgépkocsi típusokat (például a táblázatokban szereplő schwere Panzerspähwagen (2 cm) egyaránt vonatkozhat az Sd.Kfz. 231-re vagy az Sd.Kfz. 234/1-re)
Egyértelműen csupán az Sd.Kfz. 234/2 esetében állapítható meg, mivel más 5 cm-es löveggel felfegyverzett páncélgépkocsi típus sosem állt rendszerben a Wehrmacht alakulatainál.
Az Sd.Kfz. 234/2 volt az első változat, amely a frontra került. A 2. SS-páncéloshadosztály "Das Reich" az elsők között kapott az új harcjárműből. 1944 februárjában a hadosztályt – a Kampfgruppe Lammerdinget leszámítva – kivonták az orosz frontról és Franciaországba küldték feltöltésre. A Kampfgruppe Lammerding egyik felderítő szakaszának állományában, ekkor két Sd.Kfz. 234/2 és két Sd.Kfz. 222 szolgált. Hogy ez a két "Puma" túlélte-e a keleti front ádáz harcait, és átkerült-e a nyugati frontra, amikor a harccsoport ismét csatlakozott a Franciaországban állomásozó hadosztályhoz 1944 májusában, arról sajnos nem rendelkezünk információval.
1943 végén hozták létre a Birodalom egyik legjobb, legütőképesebb páncéloshadosztályát a Panzer Lehr-t. Hogy az elit jellegét hangsúlyozzák, a hadosztályt a lehető legkorszerűbb fegyverzettel látták el. Ennek megfelelően a Panzer Lehr felderítő osztálya (Panzeraufklärungs-Lehr-Abteilung 130) egy teljesen felszerelt Panzerspäh-Kompanie Typ A típusú páncélgépkocsizó századot kapott, ami 25 db Sd.Kfz. 234/2-es járművet jelentett.
Az 1. SS-páncéloshadosztály "Leibstandarte Adolf Hitler" felderítő osztálya június 15-én csupán 10 darab Sd.Kfz. 234 típusú páncélgépkocsival rendelkezett – az alakulat még feltöltés alatt állt. Ezek nagy valószínűséggel a Sd.Kfz. 234/2 "Pumák" voltak, mivel a Sd.Kfz. 234/1 és az Sd.Kfz. 234/3 változatok gyártása csupán ebben a hónapban kezdődött el.
A Hadsereg (Heer) 2. páncéloshadosztályát is felszerelték Sd.Kfz. 234/2 "Pumákkal", a hadosztály felderítő osztálya (Panzeraufklärungs-Abteilung 2) egy teljes századnyit kapott a típusból.
1944 júniusában három "Pumákkal" felszerelt hadosztály állt készen a szövetségesek támadásának visszaverésére: 2. Panzer Division, "Panzer Lehr" Division, 1. SS-Panzer Division "LSSAH".
A Panzer Lehr hadosztály felderítő osztálya vezette az offenzíva visszaverésére indított támadó éket 1944. június 8-9-én.
A Panzeraufklärungs-Abteilung 2 (2. Panzer Division) Sd.Kfz. 234/2-ei ütköztek meg először a szövetségesekkel, amikor június 13-ának éjjelén Caumont térségében rátámadtak az amerikai 26. gyaloghadosztály egyik alakulatára.
Az 1. SS-Panzer Division "LSSAH" hadosztály "Pumáinak" harci tevékenységéről nem áll rendelkezésünkre információ.
A németeket 1944 augusztusának végén Falaise-nél körülzárták és habár sikerült kitörni, a hadfelszerelés jelentős része odaveszett.
A falaise-i katlanból való kitörést követően 1944. augusztus 22-én a Panzer Lehr hadosztály felderítő osztálya mindössze nyolc darab bevethető Sd.Kfz. 234/2 típusú járművel rendelkezett, az eredeti 25 helyett...
1944 őszére a szövetségesek lendülete megtört, időt hagyva a németeknek, hogy soraikat rendezzék, veszteségeiket pótolják. Ekkorra már az Sd.Kfz. 234/1 és az Sd.Kfz. 234/3 típusú járművek sokkal nagyobb számban álltak rendelkezésre, mint a "Pumák".
A 2. SS-páncéloshadosztály "Das Reich" nem jutott Sd.Kfz. 234/2-esekhez a nyár folyamán, októberében azonban a SS-Panzeraufklärungs-Abteilung 2 gépkocsizó századát teljes egészében Sd.Kfz. 234/1 járművekkel töltötték fel.
A Panzeraufklärungs-Lehr-Abteilung 130 ("Panzer Lehr" Division) legalább hét új Sd.Kfz. 234/2-est kapott az ősz folyamán.
A 12. SS-páncéloshadosztály "Hitlerjugend" 1944 őszén került kapcsolatba először az új nehéz páncélgépkocsikkal. Az alakulat felderítő osztályának gépkocsizó századát (Panzerspäh-Kompanie) októberben 16 darab Sd.Kfz. 234-es páncélgépkocsival, illetve 30 darab Sd.Kfz. 250/9 típusú féllánctalpassal szerelték fel. Az Sd.Kfz. 234-esek nagy része az /1-es és a /2-es változatokból kerültek ki, de néhány /3-as változatú példány is előfordult köztük.
A fent említett alakulatok mindegyike részt vett az ardenneki támadásban, közülük kettő (Panzeraufklärungs-Lehr-Abteilung 130, Panzeraufklärungs-Abteilung 2) jutott nyugati irányban a legmesszebb.
A magyarországi harcokban részt vevő alakulatok közül az 1., 2., 9., 12. SS-páncéloshadosztályok valamint a Heer 6., 13., 20. páncéloshadosztályai rendelkeztek Sd.Kfz. 234-esekkel (többségében Sd.Kfz. 234/1 ill. Sd.Kfz. 234/3), ezek pontos mennyisége az esetek nagy részében nem ismertek. Amit biztosan tudunk, hogy Magyarországon harcoló 6. páncéloshadosztály 1944. december 30-án 13 db 2 cm-es és 3 db 7.5 cm-es, a 20. páncéloshadosztály pedig 13 db 5 cm-es (Sd.Kfz. 234/2 "Puma") és 3 db 7.5 cm-es nehéz páncélozott felderítő járművel rendelkezett.
A páncéltörő löveggel felszerelt Sd.Kfz. 234/4-esek feltehetőleg sosem harcoltak a magyarországi hadszíntéren.
A Csehszlovákiában harcoló alakulatok közül egyedül a 16. páncéloshadosztály rendelkezett ismeretlen számú Sd.Kfz.234-essel (Sd.Kfz. 234/2). A hadosztály Brnóban adta meg magát az amerikaiaknak 1945 májusában.

## Galéria

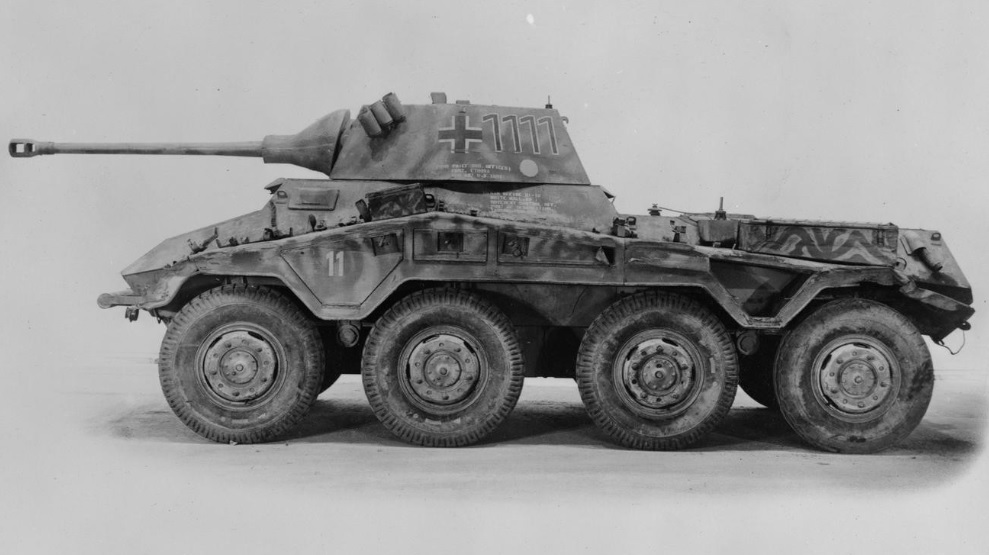
Sd. Kfz. 234/2 oldalnézetből.
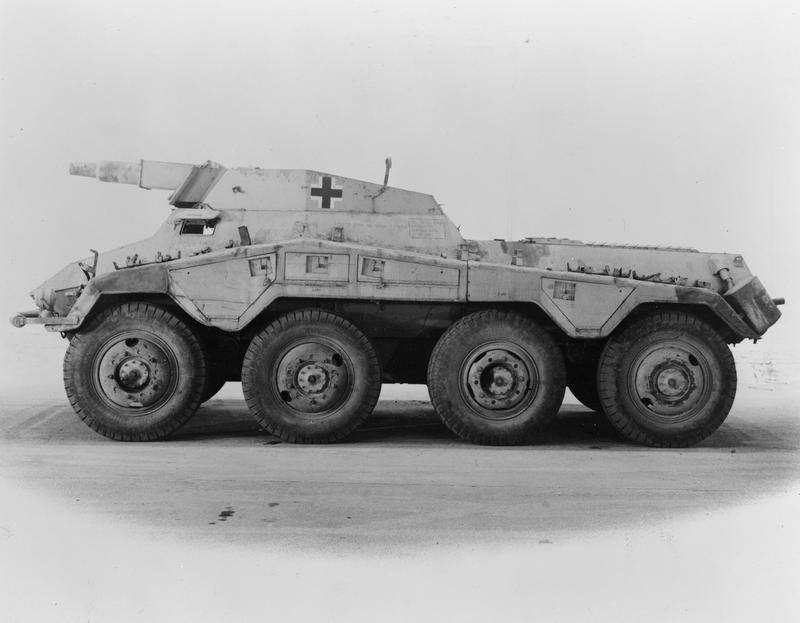
Sd. Kfz. 234/3 oldalnézetből.
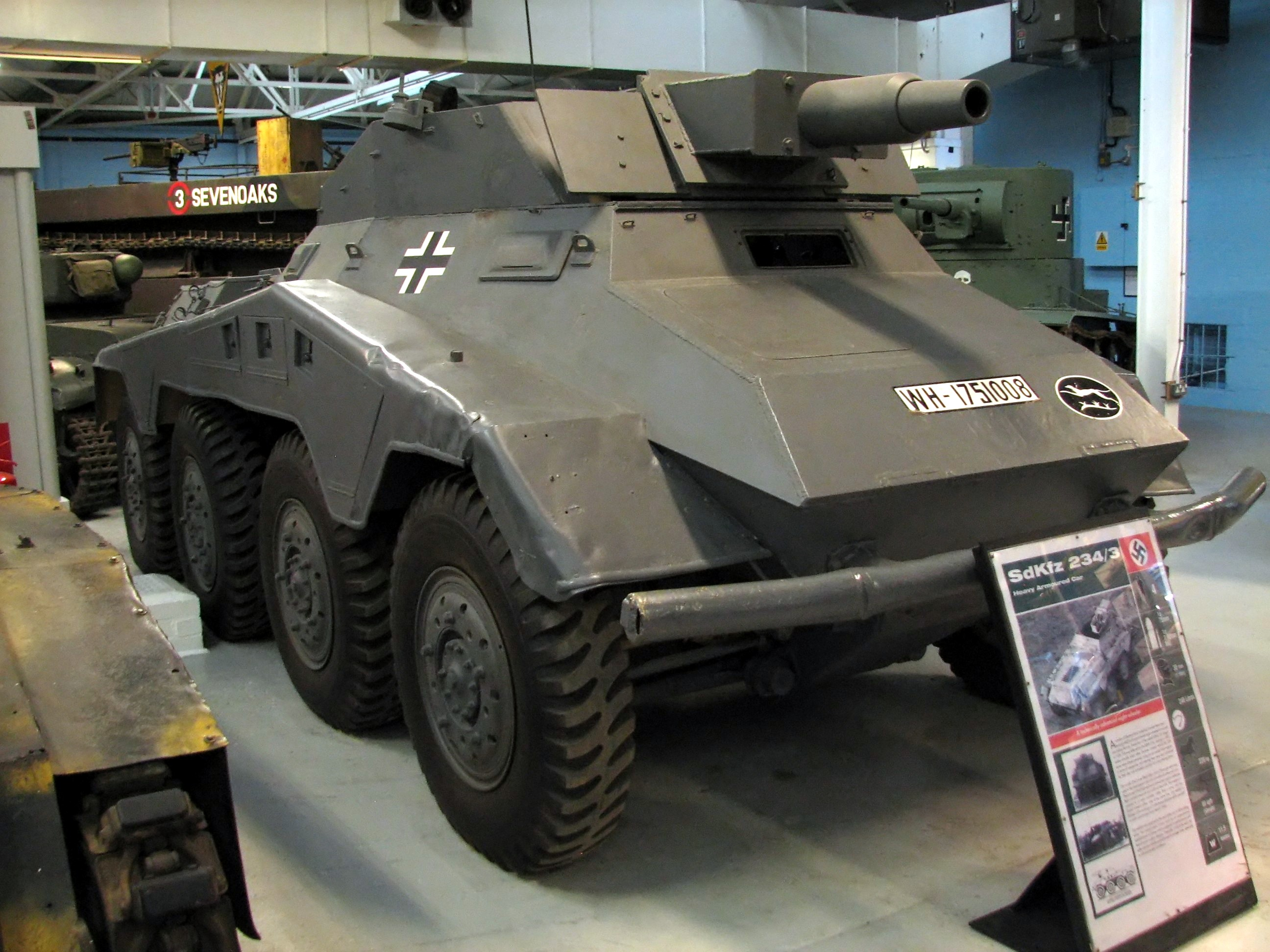
Sd. Kfz. 234/3 a Bovington-i múzeumban.

## Lásd még
- Autoblinda 41
- 39M Csaba
- Samochód pancerny wz. 34